# Desmond Ferguson
Pour les articles homonymes, voir Ferguson.
Desmond Ferguson, né le 22 juillet 1977, à Lansing, dans le Michigan, est un ancien joueur américain de basket-ball. Il évolue durant sa carrière aux postes d'arrière et d'ailier.

## Palmarès
- Coupe de Bulgarie 2005
- All-CBA First Team 2007, 2008